# Bakluixi (Arkadak)
|  | Per a altres significats, vegeu «Bakluixi». |

Bakluixi (en rus: Баклуши) és un poble de l'óblast de Saràtov, a Rússia, segons el cens del 2010 tenia 458 habitants. Pertany al districte municipal d'Arkadak.